# Dicaelotus coriaceus
Dicaelotus coriaceus är en stekelart som beskrevs av Heinrich 1977. Dicaelotus coriaceus ingår i släktet Dicaelotus och familjen brokparasitsteklar. Inga underarter finns listade i Catalogue of Life.